# Kristian Ranta
Kristian Ranta, conhecido como Kride, é um dos dois guitarristas da banda de death metal melódico Norther - mais conhecida pelo single Released. Kride tocou guitarra em todos os álbuns da banda, mais recentemente nos álbuns Till Death Unites Us (2006) e No Way Back EP (2007), e contribuiu fazendo os vocais limpos nos álbuns Solution 7 EP, Till Death Unites Us e No Way Back EP. Kristian também compõe, tendo composto Frozen Angel e surgido com o nome atual da banda. Além disso, possui um projeto paralelo com o baterista do Children Of Bodom, Jaska Raatikainen e em meados de Setembro de 2010 começou a postar músicas acústicas de sua própria composição, em sua página pessoal no Myspace. Atuou no filme finlandês Vares 2, cuja música principal era Frozen Angel. À parte de música, Kristian é co-fundador da empresa de soluções tecnológicas para diabetes, Mendor. Apresentada por Kristian, a empresa foi recentemente votada como a principal atração de um evento de investimento capital para empresas iniciantes. 

## Informação pessoal
- Nome: Kristian 'Kride' Ranta
- Date of Birth: 13 de maio de 1981
- Local de Nascimento: Helsinki, Finlândia
- Instrumentos: Guitarra (desde 1996) e Piano (desde 1987)
- Practica: "Estou praticando sempre que posso."
- Ídolos/Influências:

Guitarristas: Paul Gilbert, Nuno Bettencourt, Roope Latvala, Eddie Van Halen, Michael Romeo, Zakk Wylde, Marty Friedman.
Bandas: Waltari, Children of Bodom, Arch Enemy, Emperor, Sentenced, King Diamond, Stone, Eppu Normaali, Van Halen, Lost Horizon, Slayer, Pantera, Skid Row, Stratovarius, Amorphis, Opeth, In Flames.
- Línguas que ele fala: Finlândes, Inglês (E.U.A), Sueco, e Alemão.

## Equipamento
- Jackson RR Custom
- Jackson KV-2 (preta com captadores Seymour Duncan JB)
- Black Jim Dunlop Jazz III Picks
- Marshall EL34 50/50 Power Amplificador e Digitech 2112 pre-amplificador / multiefeito
- Pedal Roland MIDI
- Kristian usas Steinberg Cubase para gravar

## Discografia

### Norther
- No Way Back (2007) - EP
- Till Death Unites Us (2006) - CD
- Scream (2006) - CD Single
- Solution 7 (2005) - EP
- Spreading Death (2004) - DVD Single
- Death Unlimited (2004) - CD
- Spreading Death (2004) - CD Single
- Mirror of Madness (2003) - CD
- Unleash Hell (2003) - CD Single
- Dreams of Endless War (2002) - CD
- Released (2002) - CD Single

## Gashouse Garden
- 3 músicas demo não tituladas (avaliadas para download no site Gashouse Garden)